# Steve Hackett
Stephen Richard „Steve” Hackett (ur. 12 lutego 1950 w Londynie) – angielski gitarzysta rockowy i klasyczny, znany m.in. z występów z grupami Genesis i GTR oraz z kariery solowej. Jest starszym bratem flecisty Johna Hacketta.
Jego pierwszym instrumentem była harmonijka ustna, na której nauczył się grać już w wieku czterech lat. Po gitarę sięgnął w wieku lat trzynastu.
Steve Hackett jest wśród gitarzystów uznawany za wynalazcę techniki tapping, spopularyzowanej później przez Eddiego Van Halena. Orkiestralny, melodyjny styl Hacketta w rocku jest bardzo charakterystyczny, technicznie trudny do naśladowania i ceniony jako zasadniczo niepowtarzalny w muzyce rockowej. Muzyk posiada także krytycznie uznany dorobek w muzyce poważnej na gitarę jako wykonawca, aranżer, nauczyciel i kompozytor. Jego "Midsummer Night's Dream" była jedną z najlepiej sprzedających się płyt z muzyką poważną w 1997 roku.
Steve Hacket był trzykrotnie żonaty. Z pierwszą żoną Hellen Busse rozwiódł się po zaledwie dwuletnim związku w 1974 roku. Jego drugą żoną była brazylijska artystka biżuterii i malarka Kim Poor, pracująca m.in. w jej oryginalnej technice kładzenia zabarwionego kolorowym pyłem szkliwa na stali. Kim Poor m.in. projektowała okładki jego płyt, a za pierwszą, Voyage of the Acolyte, otrzymała międzynarodowe wyróżnienie Album Cover of the Year 1976. Związek zakończył się w 2008 roku. W czerwcu 2011 r. artysta poślubił Jo Lehmann.

## Dyskografia
| Albumy studyjne - Voyage of the Acolyte (1975) - Please Don't Touch (1978) - Spectral Mornings (1979) - Defector (1980) - Cured (1981) - Highly Strung (1983) - Bay of Kings (1983) - Till We Have Faces (1984) - Momentum (1988) - Guitar Noir (1993) - Blues with a Feeling (1994) - Watcher of the Skies: Genesis Revisited (1996) - A Midsummer Night's Dream (1997, oraz Royal Philharmonic Orchestra) - Darktown (1999) - Feedback 86 (2000) - To Watch the Storms (2003) - Metamorpheus (2005, oraz The Underworld Orchestra) - Wild Orchids (2006) - Tribute (2008) - Out of the Tunnel's Mouth (2009) - Beyond the Shrouded Horizon (2011) - Genesis Revisited II (2012) - Wolflight (2015) - The Night Siren (2017) - At The Edge Of Light (2019) - Under a Mediterranean Sky (2021) - Surrender of Silence (2021) - The Circus and the Nightwhale (2024) Kompilacje - Genesis Files (2002) |  | Albumy koncertowe - Time Lapse (1992) - There Are Many Sides to the Night (1995) - The Tokyo Tapes (1998) - Live Archive 70, 80, 90's (2001) - Live Archive 70s Newcastle (2001) - Somewhere in South America... (2002) - Hungarian Horizons(2003) - Live Archive NEARfest (2003) - Live Archive 03 (2004) - Live Archive 04 (2004) - Live Archive 05 (2005) - Live Archive 83 (2006) - Live Rails (2011) - Genesis Revisited: Live at Hammersmith (2013) - Genesis Revisited: Live at the Royal Albert Hall (2014) - The Total Experience Live in Liverpool (2016) Albumy wideo - Somewhere in South America... (2002) - Hungarian Horizons (2003) - Spectral Mornings (2005) - Fire & Ice (2012) - The Bremen Broadcast (2013) Inne - Steve Hackett, John Hackett – Sketches of Satie (2000) - Squackett (Steve Hackett, Chris Squire) – A Life Within A Day (2012) |